# Hora (Șcerbani), Poltava
Hora (în ucraineană Гора) este un sat în comuna Șcerbani din raionul Poltava, regiunea Poltava, Ucraina.

## Demografie
Componența lingvistică a localității Hora
     Ucraineană (89,05%)
     Rusă (9,91%)
     Alte limbi (0,91%)
Conform recensământului din 2001, majoritatea populației localității Hora era vorbitoare de ucraineană (89,05%), existând în minoritate și vorbitori de rusă (9,91%).